# 縉雲県
縉雲県（しんうん-けん）は中華人民共和国浙江省に位置する省直轄の県であり、しばらくの間、麗水市の代理管轄下に置かれている。ゼオライトの産地である。

## 行政区画
- 街道：五雲街道、新碧街道、仙都街道
- 鎮：壷鎮鎮、新建鎮、舒洪鎮、大洋鎮、東渡鎮、東方鎮、大源鎮
- 郷：七里郷、前路郷、三渓郷、溶江郷、双渓口郷、胡源郷、方渓郷、石筧郷

## 交通

### 鉄道

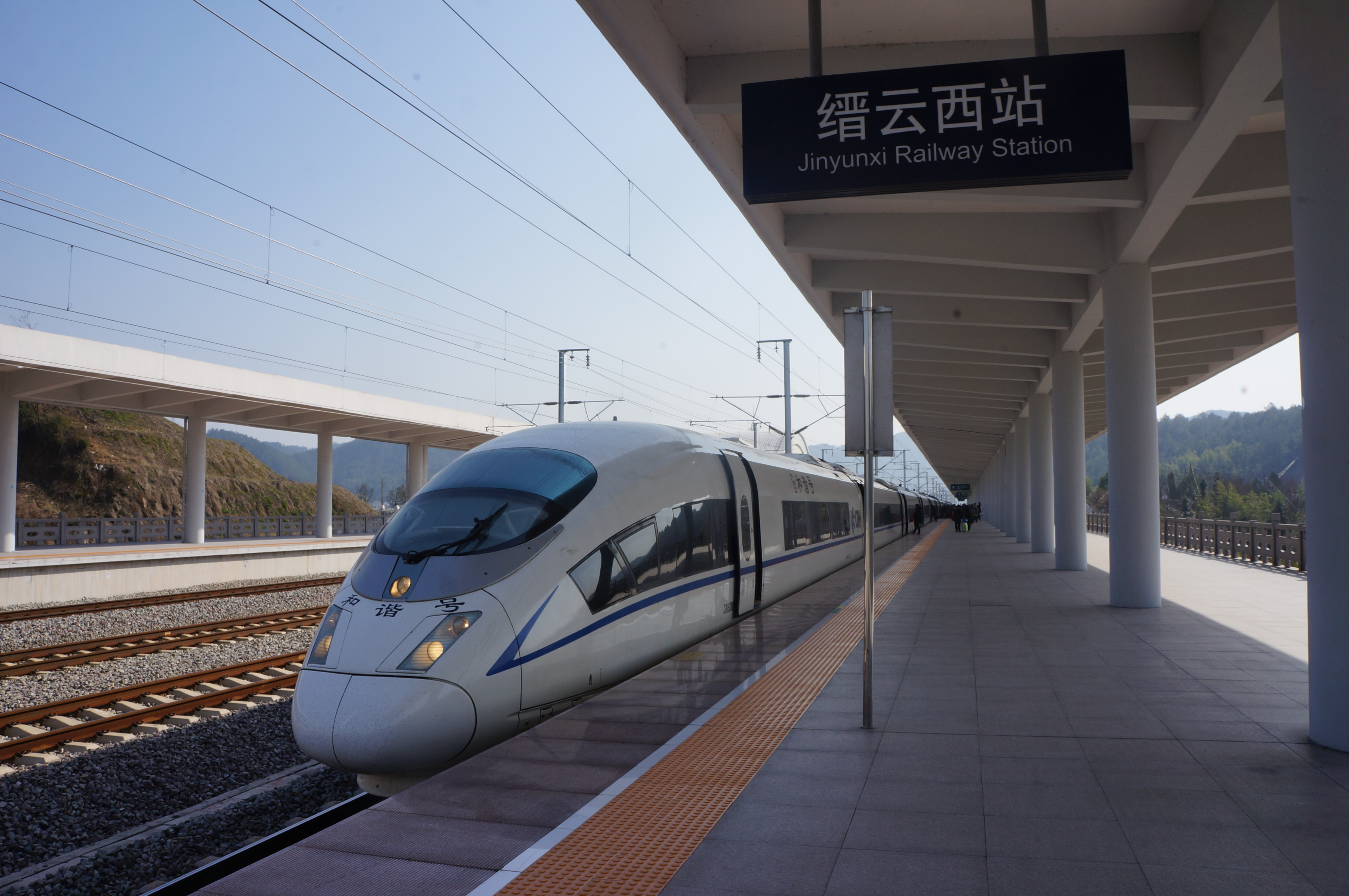
縉雲西駅ホーム

- 中国鉄路総公司
  - 金温線

（金華方面）- 縉雲西駅 -（温州方面）
- 浙江金温鉄道開発
  - 金温貨線

（金華方面）- 新碧駅 - 縉雲駅 - 長坑駅 -（温州方面）

### 道路
- 高速道路
  - 長深高速道路
  - 台金高速道路
- 国道
  - G330国道

## 人物
- 杜光庭（850年 - 933年）：唐末五代の道士。中国最初の武侠小説『虯髯客』の作者。